# پاناگیوتیس گلیکوس
پاناگیوتیس گلیکوس (انگلیسی: Panagiotis Glikos؛ زاده ۳ ژوئن ۱۹۸۶) یک بازیکن فوتبال اهل یونان است.
وی همچنین در تیم ملی فوتبال یونان بازی کرده‌است.